# Gatada
Die Gatada ist in der katalanischen Literatur eine Untergattung der Komödie.
Der Name ist abgeleitet von der Theatergruppe La Gata, die von 1864 bis 1866 wöchentlich zwei katalanische Aufführungen im Teatre Odeon in Barcelona absolvierte. Im engeren Sinne ist eine gatada eine Parodie großsprecherisch-heroischer oder militärischer Haltung mit Vorliebe von Figuren aus anderen dem Publikum gegenwärtigen Theaterstücken. Die erste öffentlich aufgeführte gatada war Frederic Solers L'esquella de la torratxa (1864), die Parodie eines Stücks von Palou i Coll. Einige gatades von Soler (Pseudonym Serafí Pitarra) gehören zu den bekanntesten Stücken des komischen katalanischen Theaters und formulieren so starke Angriffe gegen die bourgeoise Ideologie, dass sich andere gatades gegen Soler wendeten, die dieser mit erneuten gatades beantwortete.